# Кассель, Венсан
Венса́н Кассе́ль (фр. Vincent Cassel, при рождении Венса́н Крошо́н (фр. Vincent Crochon); род. 23 ноября 1966) — французский актёр и продюсер. Номинировался на Премию Европейской киноакадемии и премию «Сезар». Был женат на актрисе Монике Беллуччи, одна из родившихся в этом браке дочерей Дева Кассель — известная фотомодель.

## Биография

### Ранние годы
Кассель родился в Париже в семье журналистки Сабин Литикье и актёра Жан-Пьера Касселя (настоящая фамилия Крошон). У него есть брат Матиас — рэпер, который выступает под псевдонимом Rockin' Squat, а также единокровная сестра Сесиль Кассель, актриса.

### Карьера
С 1988 года Кассель сыграл более 100 ролей в кино и на телевидении.
Свою карьеру актёра он начал в Нью-Йорке, затем вернулся во Францию и несколько лет работал в театре Жана-Луи Барро, где был занят в нескольких спектаклях.

### Личная жизнь
С 3 августа 1999 по 26 августа 2013 года Венсан был женат на актрисе Монике Беллуччи. У бывших супругов есть две дочери — Дева Кассель (род. 12.09.2004) и Леони Кассель (род. 20.05.2010).
С 24 августа 2018 года Венсан был женат на модели Тине Кунаки, с которой он встречался 2 года до их свадьбы. У супругов есть дочь — Амазони Кассель (род. 19.04.2019). В апреле 2023 года Венсан Кассель удалил все фотографии своей супруги из социальных сетей, спровоцировав слухи об их расставании. 5 апреля 2023 года пара объявила о расставании.
С 2023 года он встречается с Нарой Баптиста. 16 сентября 2024 года девушка актера опубликовала фотографии в черном платье, подчеркивающем ее беременность. В январе 2025 года у пары родился сын Каэтано.

## Фильмография

### Актёр
- 1991 — Ключи от рая / Les Clés du paradis
- 1992 — Варбург: Человек влияния (мини-сериал) / Warburg: A Man of Influence
- 1992 — Горячий шоколад / Hot Chocolate
- 1993 — Метиска / Métisse — Макс
- 1994 — / 3000 scénarios contre un virus
- 1994 — / Elle voulait faire quelque chose
- 1995 — / Ainsi soient-elles — Эрик
- 1995 — Джефферсон в Париже / Jefferson à Paris — Камиль Демулен
- 1995 — Ненависть / La Haine — Винс
- 1995 — Техника супружеской измены / Adultère (mode d’emploi) — Бруно
- 1996 — Воспитанник / L'élève — Жульен
- 1996 — Квартира / L’Appartement — Макс
- 1997 — Доберман / Dobermann — Ян (Доберман)
- 1997 — Каким ты меня хочешь / Come mi vuoi — Паскаль
- 1998 — Елизавета / Elizabeth — Герцог Анжуйский
- 1998 — Наслаждение / Le Plaisir (et ses petits tracas)
- 1998 — Компромисс / Compromis (короткометражный)
- 1999 — Непокорный / Méditerranées — Питу
- 1999 — Жанна д’Арк / Jeanne d’Arc — Жиль де Ре
- 1999 — Отель «Парадизо» / Hotel Paradisio une maison sérieuse
- 2000 — Багровые реки / Les Rivières pourpres — Макс Керкерян
- 2001 — Братство волка / Le Pacte des loups — Жан-Франсуа де Моранжа
- 2001 — Шрек / Shrek (озвучивание — Робин Гуд)
- 2001 — Именинница / Birthday Girl — Алексей
- 2001 — Читай по губам / Sur mes lèvres — Поль
- 2002 — Необратимость / Irréversible — Маркус
- 2002 — Ледниковый период / Ice Age (озвучка — Диего, во французской версии перевода)
- 2003 — День расплаты / The Reckoning — де Гиз
- 2004 — Блуберри / Blueberry, l’expérience secrète — Майк Блуберри
- 2004 — Тайные агенты / Agents secrets — Бриссо
- 2004 — Двенадцать друзей Оушена / Ocean’s Twelve — Франсуа Тулур (Ночной Лис)
- 2005 — Роботы / Robots (озвучка — Родни)
- 2005 — Цена измены / Derailed — ЛяРош
- 2006 — Шайтан / Sheitan — Жозеф
- 2006 — Ледниковый период 2 / Ice Age 2 (озвучка — Диего, во французской версии перевода)
- 2007 — Тринадцать друзей Оушена / Ocean’s Thirteen — Франсуа Тулур (Ночной Лис)
- 2007 — Порок на экспорт / Eastern Promises — Кирилл
- 2007 — Миллион лет до нашей эры 2 / Sa majesté Minor — Пан
- 2008 — Враг государства № 1 / Mesrine: L`instinct de mort — Жак Мерин
- 2008 — Враг государства № 1: Легенда / L’ennemi public n°1 — Жак Мерин
- 2009 — Брошенная на произвол судьбы / À Deriva
- 2010 — Чёрный лебедь / Black Swan — Тома
- 2011 — Наш день придёт / Notre jour viendra
- 2011 — Опасный метод / A Dangerous Method — Отто Гросс
- 2011 — Монах / The Monk — монах Амброзио
- 2013 — Транс / Trance — Фрэнк
- 2014 — Красавица и чудовище / La belle & la bête — Чудовище
- 2014 — Рио, я люблю тебя / Rio, Eu Te Amo
- 2015 — Номер 44 / Child 44 — майор Кузьмин.
- 2015 — Этот неловкий момент / One wild moment — Лоран.
- 2015 — Страшные сказки / Il racconto dei racconti — Король Одинокого утеса.
- 2015 — Мой король / Mon roi — Джорджио
- 2015 — Маленький принц / Le Petit Prince — Лис (голос)
- 2015 — Партизан / Partisan — Грегори.
- 2016 — Джейсон Борн / Jason Bourne — Ассет
- 2016 — Это всего лишь конец света / Juste la fin du monde — Антуан
- 2017 — Дикарь / Gauguin. Voyage de Tahiti — Поль Гоген
- 2018 — Мир принадлежит тебе / Le monde est à toi — Генри
- 2018 — Шоу Мистико / O Grande Circo Místico — Жан-Поль
- 2018 — Чёрная полоса / Fleuve noir — комиссар Франсуа Висконти
- 2018 — Видок: Охотник на призраков / L’Empereur de Paris — Эжен Франсуа Видок
- 2018 — Дефолт / Default — Директор МВФ
- 2019 — Особенные / Hors normes — Брюно Арош
- 2020 — Под водой / Underwater — капитан Люсьен
- 2020 — Мир Дикого запада[12] / Westworld — Ангерран Серак
- 2020 — Друзья на свою голову / Le bonheur des uns…
- 2023 — Связь[англ.] / Liaison — Габриэль Делаж
- 2023 — Астерикс и Обеликс: Поднебесная / Astérix et Obélix: L’Empire du Milieu — Юлий Цезарь
- 2023 — Три мушкетёра: Д’Артаньян / Les Trois Mousquetaires: D’Artagnan — Атос
- 2023 — Три мушкетёра: Миледи / Les Trois Mousquetaires: Milady — Атос
- 2024 — Саван / The Shrouds — Карш
- 2024 — Сент-Экзюпери / Saint-Exupéry — Анри Гийоме

### Продюсер
- 1997 — Лихорадка ночного шабаша / Shabbat Night Fever
- 2002 — Необратимость / Irréversible
- 2006 — Шайтан / Sheitan
- 2011 — Наш день придет / Notre jour viendra (совместно с Эрик Неве)

### Режиссёр, сценарист
- 1997 — Лихорадка ночного шабаша / Shabbat Night Fever

## Озвучивание
- 2024 — Tekken 8 — Виктор Шевалье

## Награды и номинации
Премия Европейской киноакадемии
- 2001. Номинация на приз зрительских симпатий Европейской киноакадемии за роль Макса Керкеряна в фильме «Багровые реки».
- 2002. Номинация на приз зрительских симпатий Европейской киноакадемии за роль Поля в фильме «Читай по губам».

«Сезар»
- 1996. Номинация на премию «Сезар» за лучшую мужскую роль в фильме «Ненависть».
- 1996. Номинация на премию «Сезар» «Самый многообещающий актёр», фильм «Ненависть».
- 2002. Номинация на премию «Сезар» за лучшую мужскую роль в фильме «Читай по губам».

Международный кинофестиваль в Валансьене
- 2002 Почётная награда Патрика Девэра